# Le Neufour
Le Neufour ist eine französische Gemeinde mit 54 Einwohnern (Stand: 1. Januar 2022) im Département Meuse in der Region Grand Est (vor 2016: Lothringen). Sie gehört zum Arrondissement Verdun, zum Kanton Clermont-en-Argonne und zum Gemeindeverband Argonne-Meuse. Mit einer Fläche von 0,94 km² ist sie die kleinste Gemeinde im Département Meuse.

## Geographie
Das Argonnen-Dorf Le Neufour liegt im Biesme-Tal zwischen Les Islettes im Süden und Le Claon im Norden. Weitere Nachbargemeinden sind Clermont-en-Argonne, Sainte-Menehould im Südwesten und Florent-en-Argonne im Nordwesten.

## Geschichte
Der Gemeindename geht auf die Bezeichnung Le Neuf-Four (etymologisch „der neue Ofen“) aus dem 15. Jahrhundert zurück, als Glasmacher das Holz aus dem nahe gelegenen Wald verwendeten, um Glasöfen zur Herstellung von Flaschen zu betreiben.

## Bevölkerungsentwicklung
| Jahr                       | 1962 | 1968 | 1975 | 1982 | 1990 | 1999 | 2006 | 2011 | 2019 |
| Einwohner                  | 96   | 104  | 85   | 71   | 70   | 74   | 76   | 78   | 71   |
| Quellen: Cassini und INSEE |      |      |      |      |      |      |      |      |      |

## Sehenswürdigkeiten
- Kirche Saint-François-d’Assise, 1866 im neoromanischen Stil erbaut. Die Glasfenster stellen Ereignisse des Ersten Weltkriegs dar.
- Brunnen des Hl. Franziskus, wurde als Gabe an den Heiligen Franziskus errichtet, um die Pest vom Dorf fernzuhalten.

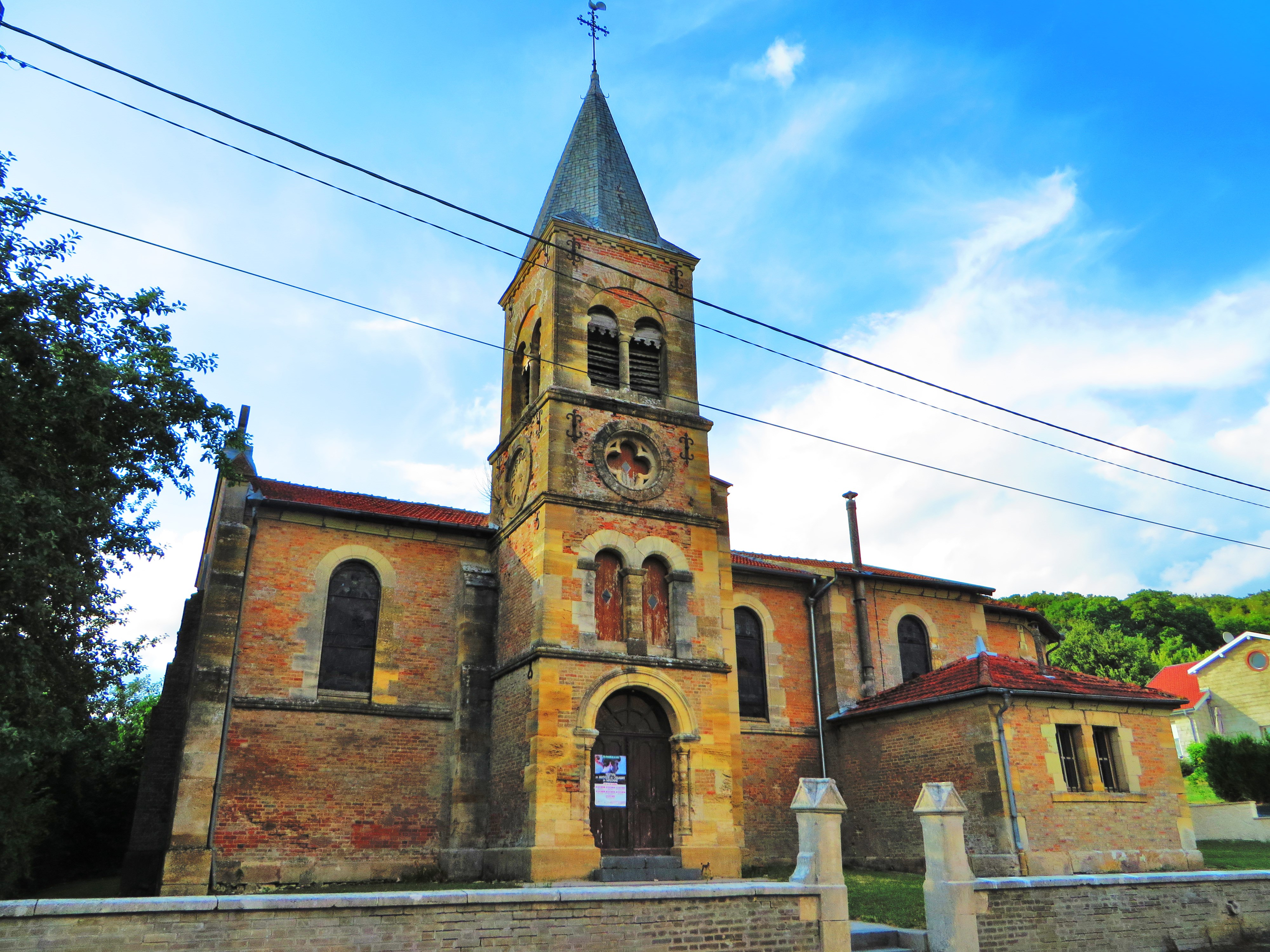
Kirche Saint-François-d’Assise